# Showtitle
株式会社Showtitle（ショータイトル）は、東京都新宿区に本社を置く芸能プロダクション。
株式会社プロダクションノータイトルの芸能プロダクション事業のひとつであり、吉本興業ホールディングスの子会社である。

## 概要
2015年12月14日に設立。女性アイドルグループNMB48のプロジェクトプロデューサーでもある剱持嘉一が代表取締役社長を務め、株式会社プロダクションノータイトルの代表者でNMB48チーフマネージャーの關根清隆が副社長を務める。
吉本興業系列のタレント、アイドル、アーティスト等の部門を担う。NMB48、同卒業メンバーのほか、吉本系列のアイドルグループ、ダンサー・パフォーマーなどが所属している。

## 事業内容
所属タレントのマネジメント、エージェントならびに、テレビ・ラジオ番組および演芸・演劇の制作・配給・興行。

## 所属タレント
2025年4月現在

### アーティスト
- NMB48 - KYORAKU吉本.ホールディングスより転籍。
  - チームN：青原優花、池田典愛、泉綾乃、川上千尋、小嶋花梨、渋谷紗雪、田中雪乃、平山真衣、福野杏実、松岡さくら、松本海日菜、宮本杏海
  - チームM：池帆乃香、板垣心和、田中美空、西由真、西島梨央、西田帆花、芳賀礼、眞鍋杏樹、三鴨くるみ、山本望叶、吉見純音、和田海佑
  - チームBII：青原和花、安部若菜、衣笠彩実、黒島咲花、坂下真心、坂田心咲、坂本理紗、桜田彩叶、新澤菜央、龍本弥生、塩月希依音、舟橋礼菜、水田詩織、芳野心咲
  - 研究生：石山千尋、内田愛彩、木根彩呂花、澁谷愛紗南、高橋ことね、竹田京加、田中ミリア、中川朋香、永田楓花、宮崎紗衣、宮原心音、村井悠莉、山口美桜
- Lefty Hand Cream
- エグスプロージョン
  - おばらよしお - 吉本坂46。
  - まちゃあき - 吉本坂46。
- 間慎太郎
- MUSIC UNLIMITED ORCHESTRA
- 山本彩 - 元NMB48・（業務提携）
- しんたろー - （業務提携）
- 河内REDS
- 永見和也 - 元Over The Top・元universeのメンバーとしても活動していた。・（業務提携）
- 田中裕基 - 元Over The Top・（業務提携）
- 小南奈央

### デザイナー / モデル
- 八鍬里美

#### モデル / ダンサー
- 森理世

### タレント
- DJ LOU - ハーデスエンタテインメントより移籍。
- 藤井菜央 - 吉本坂46。
- 島袋香菜
- 山田梓凡

### タレント / 女優
- 渋谷凪咲

## 過去の所属タレント
- 元NMB48

| メンバー名 | 備考                                                                  |
| ---------- | --------------------------------------------------------------------- |
| 明石奈津子 |                                                                       |
| 浅尾桃香   | 現在spj entertainment所属。                                           |
| 東由樹     |                                                                       |
| 安藤愛璃菜 |                                                                       |
| 李始燕     | 現在3Yコーポレーションに所属。                                        |
| 石田優美   |                                                                       |
| 石塚朱莉   |                                                                       |
| 岩田桃夏   |                                                                       |
| 岩波柚花   |                                                                       |
| 植村梓     |                                                                       |
| 鵜野みずき |                                                                       |
| 梅山恋和   |                                                                       |
| 大澤藍     |                                                                       |
| 岡本怜奈   |                                                                       |
| 大田莉央奈 |                                                                       |
| 小川結夏   |                                                                       |
| 沖田彩華   |                                                                       |
| 加藤夕夏   |                                                                       |
| 上枝恵美加 | 現在アイエス・フィールドに所属。                                      |
| 瓶野神音   |                                                                       |
| 川上礼奈   | 現在ONS PRODUCTIONに所属。                                            |
| 河野奈々帆 |                                                                       |
| 北村真菜   |                                                                       |
| 日下このみ |                                                                       |
| 久代梨奈   |                                                                       |
| 黒田楓和   |                                                                       |
| 古賀成美   | 現在オムニアに所属。                                                  |
| 小林莉奈   |                                                                       |
| 坂本夏海   |                                                                       |
| 阪本玲央   |                                                                       |
| 佐月愛果   | 現在吉本興業に所属。                                                  |
| 佐藤亜海   |                                                                       |
| 貞野遥香   | 現在A-Lightに所属。                                                   |
| 清水里香   | 現在フレイヴ エンターテインメントに所属。                             |
| 渋谷凪咲   | 現在吉本興業に所属。                                                  |
| 城恵理子   |                                                                       |
| 菖蒲まりん |                                                                       |
| 上西恵     | 現在GROWに所属。                                                      |
| 上西怜     |                                                                       |
| 白間美瑠   | 現在Fcontinueに所属。                                                 |
| 隅野和奏   |                                                                       |
| 武井紗良   |                                                                       |
| 出口結菜   | 現在吉本興業に所属。                                                  |
| 内木志     | 現在サムデイに所属。                                                  |
| 中川美音   | 現在A-Lightに所属。                                                   |
| 中野美来   |                                                                       |
| 中野麗来   |                                                                       |
| 南波陽向   |                                                                       |
| 西澤瑠莉奈 |                                                                       |
| 西仲七海   |                                                                       |
| 二瓶愛美   |                                                                       |
| 早川夢菜   |                                                                       |
| 林萌々香   |                                                                       |
| 原かれん   |                                                                       |
| 古川雪乃   |                                                                       |
| 堀ノ内百香 |                                                                       |
| 堀詩音     |                                                                       |
| 本郷柚巴   | 現在seju（GROVE株式会社）所属。                                       |
| 前田令子   |                                                                       |
| 松野美桜   |                                                                       |
| 溝川実来   |                                                                       |
| 南羽諒     |                                                                       |
| 三宅ゆりあ |                                                                       |
| 村瀬紗英   | 現在テンカラット所属。                                                |
| 村中有基   |                                                                       |
| 溝渕麻莉亜 | 現在TRUSTAR所属。                                                     |
| 森田彩花   |                                                                       |
| 矢倉楓子   |                                                                       |
| 山尾梨奈   |                                                                       |
| 山口夕輝   |                                                                       |
| 山崎亜美瑠 |                                                                       |
| 山田寿々   | 現在BIG ISLAND RECORDSに所属                                          |
| 山本彩加   | 看護師を目指し学業専念の為、 グループ卒業と共にアーティスト活動引退。 |
| 山本光     |                                                                       |
| 横野すみれ | 現在ゼロイチファミリアに所属                                          |

- Over The Top - 業務提携。2018年1月解散。
- 岸野里香 - 元NMB48→Over The Topのヴォーカル担当。2018年1月にバンド解散と結婚に伴い退所。
- 小笠原茉由 - 元NMB48→元AKB48。2018年12月31日引退。
- 須藤凜々花 - 元NMB48。2019年1月31日引退。
- 磯佳奈江 - 元NMB48。2020年3月31日退所。
- 三秋里歩 - 元NMB48。2020年3月31日引退。
- 山田菜々 - 元NMB48。よしもとクリエイティブ・エージェンシー（元・吉本興業）より転籍。2021年3月31日引退。
- 門脇佳奈子 - 元NMB48。2021年3月31日引退。
- THE GALAXXXXY
  - YUMIE、Junko☆
- Civilian Skunk - 業務提携。
- スルースキルズ
- 蓼沼楓 - ハーデスエンタテインメントにも所属していた。現・S.D.B.B.所属。
- fumika
- MR.MR - 韓国でE-HOエンターテインメントに所属。日本ではプロダクションノータイトルにも所属していた。HY Entertainmentへ移籍。
- ユメノカケラ
  - 高坂夏乃（現・シェルミッシュ・エンタテイメント所属）、佐々木真澄、渡辺葉月（現・LIVE PLANET所属、サクヤコノハナのメンバー）、山崎綾華
- RYONRYON.（野村怜花）
- 宇野康洋 - 業務提携
- 中山唯 - 業務提携
- 村田奈津子 - 業務提携
- 奈良茉紀 - 業務提携
- 日野芹香 - 業務提携
- 葵夏美
- 夏瀬ゆの - 現布施柚乃
- 暁月凛
- 松村芽久未 - 元NMB48。
- 可知紅葉
- 高野祐衣 - 元吉本坂46、元NMB48。2021年冬を以て退所。
- Re:Complex - 2021年3月解散。
- Jewel - 旧J☆Dee'Z。2022年1月解散。
- 木下百花 - 元NMB48。2022年3月を以て退所。
- 松尾紗夜
- 榊原徹士 - 吉本坂46
- 大野瑞生
- 黄帝心仙人
- Ooops!
  - ALEX、大村ジーニアス、しんたろー（現在：アーティストとして在籍中）、TAK、戸賀澤立成、渡口和志、桝田海、宮垣巧、龍
- 秋元香里
- 山本彩 - 元NMB48。シンガーソングライター。2022年12月31日退所[11]。個人事務所「SYCompany」を設立。
- 太田夢莉 - 元NMB48。2022年12月31日退所[12]。
- 吉田朱里 - 元NMB48、現吉本興業に所属。
- 谷川愛梨 -元NMB48、現吉本興業に所属。
- 三田麻央 - 元NMB48、現吉本興業に所属。
- 井尻晏菜 - 元NMB48、元吉本興業に所属。2023年12月31日退所[13]。オムニアに所属[14]。
- 坂本麻子 - ランドマークスより移籍。
- 﨑野萌 - 元Pajama Farm√13。
- 水川華奈 - 元ユメノカケラ。
- 少女歌劇団 Mimosane.
- A.rik
- 草地稜之
- 熊澤歩哉
- 瀧澤翼
- 中谷日向
- 中林登生
- 中本大賀
- 宮里ソル
- 山田恭
- AFRA
- A-NON - 吉本坂46。
- ひとりでできるもん
- HIDEBOH - 吉本坂46。
- ISOPP
- KAMIYAMA
- SHUHO - 吉本坂46。
- 内藤沙季
- 東口優希